# Helius (Helius) capniopterus
Helius (Helius) capniopterus is een tweevleugelige uit de familie steltmuggen (Limoniidae). De soort komt voor in het Neotropisch gebied.